# Salvador Claramunt i Rodríguez
Salvador Claramunt i Rodríguez   (Barcelona, 8 d'octubre de 1943 - Barcelona, 21 d'abril de 2021) fou un historiador, especialista en història medieval, i professor de la Universitat de Barcelona.

## Biografia
Va estudiar a la Universitat de Barcelona i es va doctorar al Reial Col·legi d'Espanya de Bolonya el 1969 amb la tesi La formazione del Patrimonio del Collegio di Spagna (sec. XIV-XV). Fou catedràtic de la Universitat de Barcelona des de 1983. Les seves línies de recerca fonamental se centraren en els estrats socials més humils i l'assistència als pobres a l'edat mitjana i en el món universitari medieval de la corona d'Aragó, entre altres temes al voltant de la història de la cultura. Fou membre corresponent de la Reial Acadèmia de la Història des de 1992, i des de 1998, membre corresponent per Espanya a l'Acadèmia de la Història Argentina. Entre les seves obres destaquen Las claves del Imperio Bizantino (1992) i Historia de la Edad Media (1992), com a coordinador i coautor conjuntament amb J. R. Juliá i Prim Bertran, i Història Medieval (1991). Fou també director de la revista Acta Historica et Archaelogica Medievalia. Destacà també la seva tasca en el camp de l'organització i gestió científica: entre altres càrrecs a diversos congressos internacionals, el 1995 va ser elegit president del comitè executiu de l'organització dels congressos d'història de la corona d'Aragó, amb els quals col·laborà des de 1970, i el 1998 va ser nomenat vicerector de la Universitat de Barcelona.

## Obres
- Las claves del Imperio Bizantino. Barcelona: Planeta, 1992.
- Historia de la Edad Media. Barcelona: Ariel, 1992; coordinador i coautor amb J. R. Julià i P. Bertran.
- Societat, cultura i món mediterrani a l'Edat Mitjana. Recull d'articles. Barcelona: Publicacions i Edicions de la Universitat de Barcelona, 2014.